# باتريك نوفاريتي
باتريك نوفاريتي (بالفرنسية: Patrick Novaretti)‏ (مواليد 5 أبريل 1957) هو سبّاح من موناكو، مثّل بلاده في الألعاب الأولمبية الصيفية 1976.

## روابط خارجية
باتريك نوفاريتي على موقع الاتحاد الدولي للسباحة (الإنجليزية)
- باتريك نوفاريتي على موقع أوليمبيديا (الإنجليزية)